# موگا، شهرستان هاریو
موگا (به لاتین: Muuga) یک روستا در استونی است که در دهستان ویمسی واقع شده‌است. موگا ۵۸۱ نفر جمعیت دارد.